# 海洋低氧现象

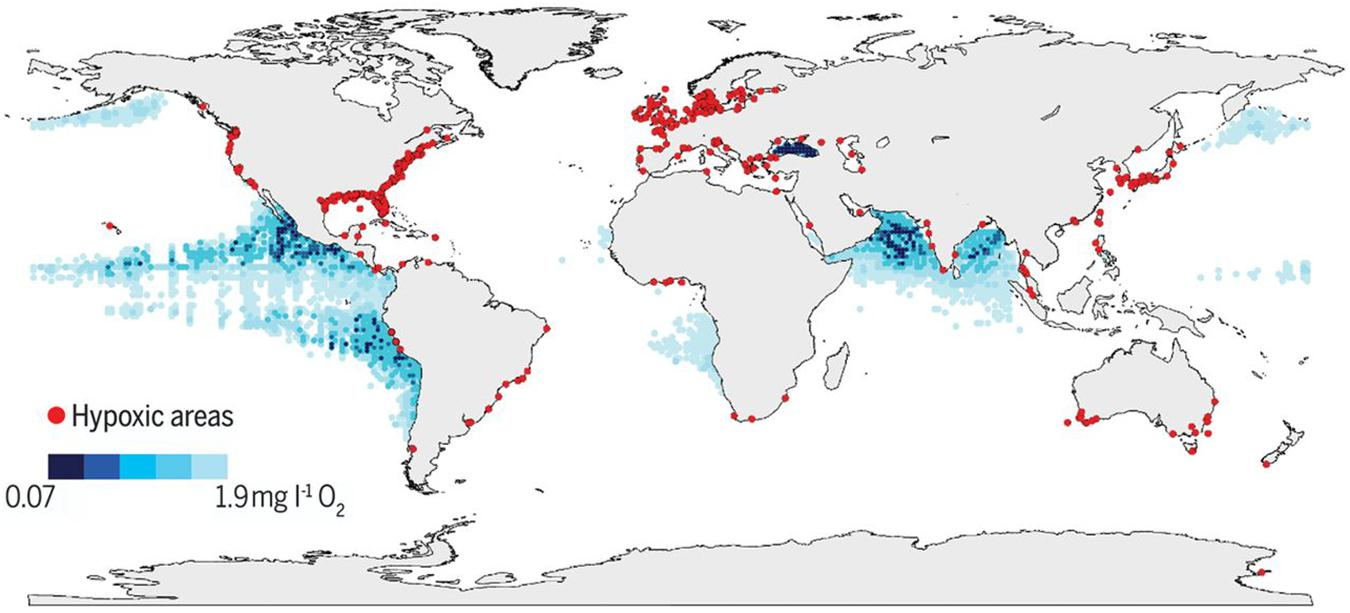
全球海洋低氧区域图

海洋低氧现象是由于人为活动而导致的海洋氧含量降低的现象，这是人为排放的二氧化碳和富营养化日益严重造成的结果。主要表现为在沿海和河口缺氧区域（或死亡区）的数量不断增加，以及全球海洋中最低氧含量区域的扩大。海洋中氧含量的下降相当迅速，全球低氧海域以每年5.54%的速率增长，对所有有氧海洋生物以及依赖海洋生物获取营养或生计的人们构成了威胁 。
一般而言，水中溶解氧浓度小于2mg/L时，就被认为处于低氧状态。可分为周期性低氧、季节性低氧和持续性低氧。
当前波罗的海是全球最大的死亡区，20%的海域至少有40年一直处于缺氧状态，而黑海在150-250米水层处有90%的海域出现低氧现象。

## 参看
- 缺氧事件